# Viking: Battle for Asgard
Viking: Battle for Asgard là một game hành động phiêu lưu chặt và chém do hãng Creative Assembly phát triển và Sega phát hành. Trò chơi được Sega Europe công bố vào ngày 21 tháng 8 năm 2007 và phát hành ở Bắc Mỹ vào ngày 25 tháng 3 và Châu Âu vào ngày 28 tháng 3 năm 2008. Trò chơi dựa trên thần thoại Bắc Âu, nơi cuộc chiến giữa các vị thần đã làm bùng phát thêm xung đột trong thế giới phàm trần Midgard, khi chiến binh thờ thần Freya là Skarin phải lãnh đạo quân Viking chống lại đạo quân bóng tối của Nữ thần Hel.

## Cốt truyện
Một cuộc đấu tranh khốc liệt đang diễn ra bên trong Asgard, vương quốc của các vị thần Bắc Âu. Cuộc chiến ngày càng leo thang, tràn sang thế giới phàm trần Midgard và bây giờ phải tìm ra một vị Anh hùng, người chiến binh có thể làm chao đảo cuộc chiến này, đe dọa số phận của Asgard và chính các vị thần.
Nữ thần Hel—con gái của Loki, vị thần nghịch ngợm Bắc Âu, đã bị trục xuất khỏi vương quốc Asgard trên trời vì bất chấp sự cai trị của Odin. Tức giận với số phận của mình, cô tìm cách giải thoát cho thần sói cổ đại Fenrir, mà truyền thuyết kể rằng sẽ mang đến Ragnarok—trận chiến tận thế sẽ hủy diệt Asgard và các vị thần. Cùng với đội quân những chiến binh Viking hồi sinh của mình, Hel hành quân đến vương quốc trần tục không ngờ là Midgard.
Freya, Nữ thần chiến tranh, được giao nhiệm vụ ngăn chặn Hel và bảo vệ tương lai của nhân loại. Đối với kẻ thờ phụng mình, Freya chọn Skarin, một chiến binh trẻ vĩ đại nhưng đầy rắc rối, không biết lý do thực sự để anh ta ủng hộ các vị thần và lao vào giữa cuộc chiến cay đắng của họ.
Khi người chơi hạ gục Hel, cô ta hét lên, "Người chưa giải thoát được cho Midgard!" Sau đó, người chơi thấy Skarin đề nghị sắp xếp cho anh tới Valhalla nhưng bị Freya từ chối, khiến Skarin phải thả Fenrir và khởi đầu Ragnarok.  Một đoạn phim cắt cảnh sau này nói rằng, mặc dù các vị thần đã bị tiêu diệt và con người giờ đây tự quyết định vận mệnh của mình, nhưng bản chất của các vị thần vẫn còn hiện hữu trong cõi trần gian.

## Lối chơi
Trò chơi có ba hòn đảo trong thế giới Midgard, người chơi được tự do khám phá thế giới trong game. Người chơi có thể tìm kiếm và tìm thấy những người lính Viking đồng thời giải cứu họ, và đổi lại họ có thể hỗ trợ nhân vật chính trong các trận chiến.
Kể từ trò chơi cuối cùng của Creative Assembly theo phong cách này (Spartan: Total Warrior) Các sự kiện thời gian nhanh là một, với việc chúng được sử dụng để hạ gục những kẻ thù lớn hơn và khó khăn hơn trong game, từ việc hạ gục những kẻ khổng lồ cho đến loại bỏ sự kìm kẹp của một sát thủ. Cách thức chiến đấu của người chơi cũng khác, khi người chơi chiến đấu với từng kẻ địch riêng lẻ thay vì theo nhóm, người chơi không còn có thể thực hiện chiếu đánh càn quét để diệt sạch quân thù, mà thay vào đó người chơi chỉ có thể tấn công chúng từng người một, có nghĩa là bị bao vây là một điều nguy hiểm hơn trước rất nhiều. Yếu tố RPG có nghĩa là người chơi phải mua các đòn đánh kết hợp và những tuyệt chiêu chuyên nghiệp khi người chơi mở dần đường đi nước bước trong game.
Thế giới có rất nhiều khu định cư mà người chơi có thể tấn công và chiếm giữ. Khi người chơi hoàn thành nhiệm vụ của mình ở mỗi hòn đảo, người chơi phải chiến đấu trong một trận chiến lớn, có thể là một cuộc vây thành lớn hoặc một cuộc đụng độ giữa các đội quân đông đảo. Một trong những tính năng chính của trò chơi là các đạo quân lớn—trong nhiều trận đánh có lúc lên tới hàng trăm binh sĩ chiến đấu đến chết.
Người chơi có thể sử dụng các cách khác nhau để làm suy yếu quân đối phương, chẳng hạn như giết pháp sư của địch, người triệu hồi quân địch, hoặc tham gia vào trận đánh chính và sử dụng các đòn chiến đấu và combo để tiêu diệt quân lính và tướng địch, những người thả rồng rune. Những chữ rune này có thể được sử dụng để kêu gọi rồng tấn công kẻ thù từ trên không, tiêu diệt chúng. Hệ thống chiến đấu của trò chơi có lối chơi theo kiểu hack-and-slash, giống như tựa game hành động trước đó của Creative Assembly, Spartan: Total Warrior, mặc dù nó bạo lực hơn đáng kể. Nó có hình ảnh bạo lực rất rõ ràng bao gồm cả cảnh phanh thây. Xuyên suốt game, người chơi có khả năng đột kích các địa điểm khác nhau do Legion tổ chức trên ba hòn đảo chính. Điều này có thể bao gồm từ việc lẻn vào một xưởng gỗ và giải thoát những người Viking đang bị giam giữ ở đó, (họ sẽ giúp tiêu diệt các đơn vị đồn trú của Legion) cho đến phát động một cuộc tấn công toàn lực nhằm vào một mỏ đá hoặc tháp canh bên địch.

## Đón nhận
Trò chơi nhận được "những đánh giá trái chiều hoặc trung bình" trên tất cả các nền tảng theo trang web tổng hợp kết quả đánh giá Metacritic.
Wired đã cho các phiên bản PS3 và Xbox 360 điểm bảy sao trên mười và nói rằng, "Tại một thời điểm nào đó, bạn nhận ra rằng khi nhìn lại từng phẩm chất của người Viking, thật khó để đặt ngón tay vào bất cứ thứ gì thực sự nổi bật—thế nhưng nó lại hấp dẫn." Maxim đã chấm số điểm 6/10 cho phiên bản console tương tự và nói rằng nó "thú vị, nhưng có mùi như cho thuê." USA Today cho cùng các phiên bản console tương tự 6/10 sao và cho biết đây là "một món đồ thuê rẻ tiền dành cho những người chơi Microsoft Xbox 360 hoặc Sony PlayStation 3 trưởng thành quan tâm đến giả tưởng và bạo lực—với sự nhấn mạnh vào phần sau. Đây không phải là một cuộc phiêu lưu kinh khủng, mà là thêm vài tháng thử nghiệm và điều chỉnh có thể đã giải quyết được một số vấn đề của nó." Edge cho phiên bản Xbox 360 điểm tương tự là sáu trên mười và nói rằng những thiếu sót này "có vẻ rất khác thường khi so sánh với năng lực vượt trội của thế mạnh trong game."  Tuy nhiên, The A.V. Club đã cho phiên bản console tương tự là D+ và cho rằng, "Không có lý do gì để chiến đấu, tất cả những vụ giết chóc đều biến thành tiếng ồn ào—và ngay cả những trận đánh khổng lồ lên đến hàng trăm người cũng hấp dẫn như khi xem những con kiến chiến đấu với một con cracker."
GamesRadar đã đưa trò chơi vào danh sách 100 tựa game bị bỏ qua nhất trong thế hệ của nó. Biên tập viên Jason Fanelli nói rằng thế giới của trò chơi cảm thấy trống rỗng nhưng vẫn ca ngợi các nhiệm vụ trong game.